# Кардо

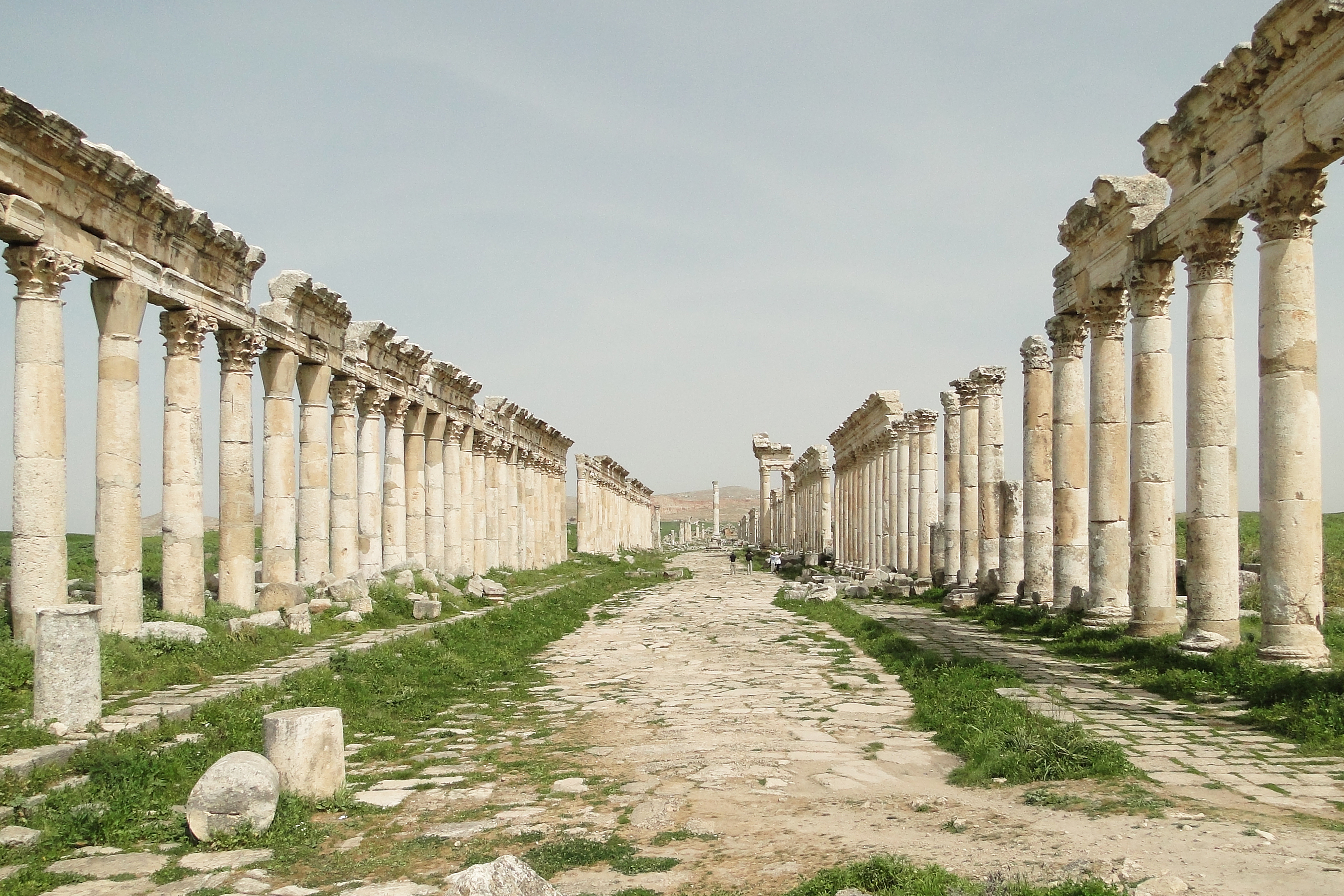
Кардо Апамеи Сирийской

Кардо (лат. cardo, cardus, мн. ч. cardines ) в Римской империи — улица, ориентированная с севера на юг, наряду с декуманусом — улицей, ориентированной с востока на запад. Основная кардо в городе называлась кардо максимус (лат. cardo maximus) и являлась, как правило, главной улицей, центром экономической жизни. Классическим примером кардо является кардо Апамеи Сирийской, украшенная грандиозной колоннадой. Сохранились также остатки улиц в Иерусалиме, Джараше, Бейт-Шеане, Помпеях и хорватском Порече.